# Алфёров, Сергей Александрович
Серге́й Алекса́ндрович Алфёров (1951, Ташкент — 2004, Москва) — советский и российский художник, участник нонконформистского движения.

## Биография
Родился в Ташкенте в 1951 году. В 1958 году поступил в школу № 118 в Ташкенте. С 1959 по 1967 год учился в школе № 10 города Чирчик, где окончил 9 классов.
В 1967 году поступил в Ташкентское художественное училище имени П. П. Бенькова.
В 1969 году, окончив два курса училища, на один год взял академический отпуск.
С 1969 по 1971 год работал художником-декоратором в Узбекском драматическом театре имени Хамзы и художником в пионерских лагерях Ташкентской области.
В 1971 году возобновил учёбу в училище.
В 1972 году переехал в Москву. С 1972 года член Московского Горкома художников-графиков на Малой Грузинской.
С 1987 по 1991 год работал в творческой мастерской выставочного зала «Дом-100», Беляево (Профсоюзная, 100).

## Основные выставки и творческие даты
- 1974 — Бульдозерная выставка — несанкционированная уличная выставка картин, организованная 15 сентября 1974 года московскими художниками-нонконформистами на окраине Москвы в Беляево, на пересечении улиц Островитянова и Профсоюзной. Одна из наиболее известных публичных акций неофициального искусства в СССР. Была уничтожена сотрудниками милиции при помощи поливочных машин и бульдозеров, отчего получила своё название.
- 1974 — Московский лесопарк «Измайлово». Второй осенний показ картин на открытом воздухе («Полная Свобода»).
- 1977 — Выставка живописи. Московский объединённый комитет художников графиков (Малая Грузинская, 28).
- 1984, январь — Выставка живописи, скульптуры и графики. Институт электронных управляющих машин (ИНЭУМ). Москва
- 1984, декабрь — Galerie mit Unterstützung von J. Kibitzky. Дюссельдорф. ФРГ
- 1986 — «Арбатр» Выставочный зал «Киевский». Москва
- 1987, Москва
  - Выставка-аукцион Советского фонда культуры «Новое камерное искусство». Выставочный зал Советского фонда культуры.
  - «Артбля». Центральный дом архитектора.
  - Первая выставка иронического искусства. Выставочный зал «Севастопольский».
  - Ежегодная выставка закрытого типа «Осень87». Выставочный зал АО «Союзвнештранс».
  - «Анилиновый ветер». Выставочный зал «Севастопольский».
- 1988
  - Первая выставка свободных молодёжных художественных объединений «Лабиринт». Московский дворец молодёжи.
  - «Бумажные часы». Выставочный зал «Октябрьский». Москва.
- 1990 — Творческая поездка в Лондон для участия в выставке «Moscow in Cambridge» по контракту с журналом «Огонёк», который в течение года экспонировал работы Сергея Алфёрова в Великобритании.
- 1994—1995 — По приглашению немецкого бизнесмена и мецената Эккерхада Стрелецки в течение шести месяцев участвовал в оформлении и заполнении своими работами интерьера только что построенного в Берлине Estrel Rezidence Congres Hotel. Все созданные за этот период работы находятся в постоянной экспозиции Отеля.

## Работы находятся в собраниях
- Московский музей современного искусства, Москва.
- Музей Андеграунда, США.

## Персональные выставки
- 1997 — Выставочный зал «Галерея на Солянке», Москва.
- 1989 — «Война 1812 года». Выставочный зал Черёмушкинского района, Москва.
- 2000 — «Центр Периферия». Выставочный зал «На Каширке», Москва.
- 2010 — Галерея «Кино», Москва[1].

## Галерея

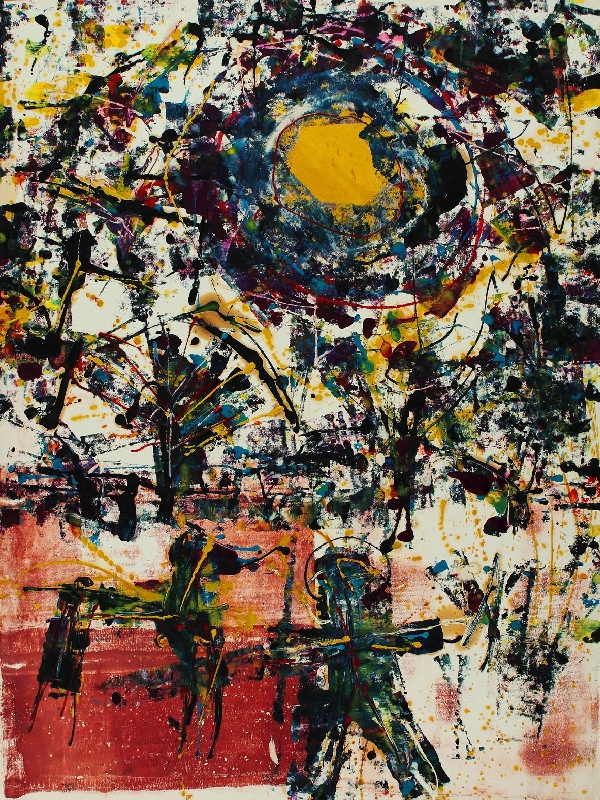
«Шарик улетел». 100×75, б/см. т., 1990-е
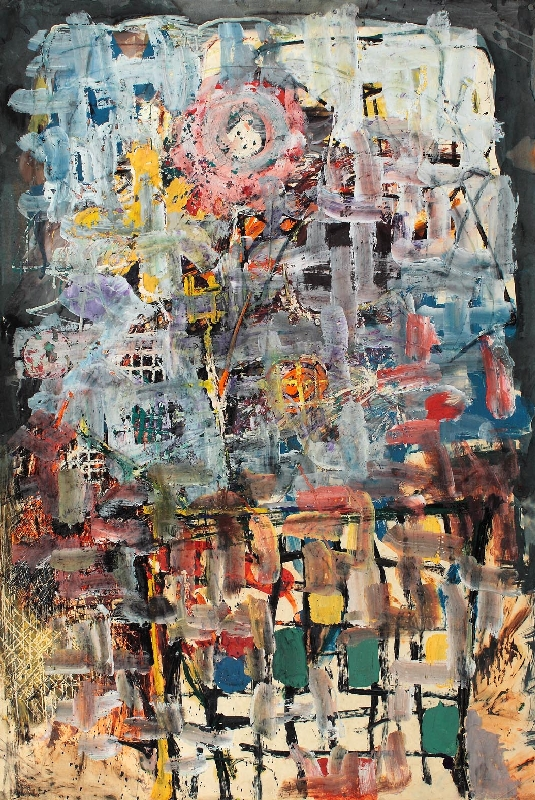
«Медитация». 108×72,5, б/см. т., 1980-е
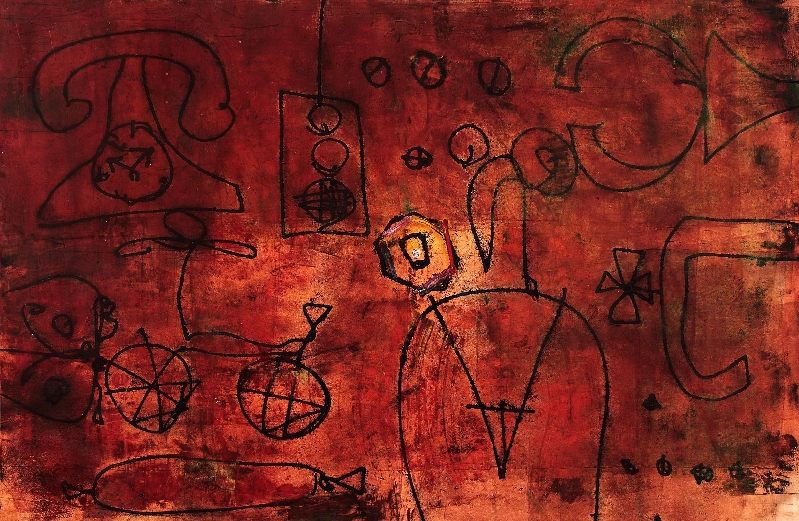
Из серии «Велик». 65×100, 1994 год

## Альбомы
- Сергей Алфёров. Каталог. — М., 1990.
- Сергей Алфёров. Предисловие к неизбежному. — М.: ЗАО «2К», 2010. — 160 с.

## Статьи
- Дмитрий Ионов. В поисках Синего слона. Публикация в журнале «Русский язык за рубежом» № 6 за 1986 год.
- Вступительная статья Игоря Дудинского к каталогу Сергей Алфёров М., 1990.
- Валерий Турчин. «Другой опыт» Сергея Алфёрова, публикация в монографии. «Сергей Алфёров. Предисловие к неизбежному». М., ЗАО «2К», 2010. — 160 с., ил.